# Рождество Богородично (Самарина)
Вижте пояснителната страница за други значения на Рождество Богородично.
„Рождество Богородично“ (на гръцки: Ναός Γέννησης της Θεοτόκου), известна като „Малка Богородица“ (Μικρή Παναγία) е православна църква, в пиндското село Самарина, Егейска Македония, Гърция.
Църквата е разположена в северния край на селото и е гробищен и енорийски храм. Надпис над входа дава датата на строителство – 1869 година. Църквата е изградена на основите на по-стара, строена около 1700 година. В архитектурно отношение е трикорабна базилика с дървен покрив и нартекс и силни скосявания на покрива на изток и запад. Рамката на входа е украсена с камъни. Женската църква във вътрешността е по-късна, както и подовото покритие. Църквата има красиви каменни релефи от 1865 година на входа, които копират някои теми от подобни релефи в „Успение Богородично“, а други са подобни на релефите в Бунаския манастир. Във вътрешността има красив резбован оригинален иконостас. От него в 2009 година са откраднати много икони.
В 1962 година църквата е обявена за паметник на културата.